# Darts of Pleasure
Darts of Pleasure ist die Debüt-Single der britischen Musikgruppe Franz Ferdinand. Sie wurde in Großbritannien am 8. September 2003 veröffentlicht, in Nordamerika am 18. November 2003. Das Lied endet mit einigen Sätzen in deutscher Sprache: „Ich heiße Super Fantastisch / Ich trinke Schampus mit Lachsfisch / Ich heiße Super Fantastisch.“

## Geschichte
Der Song spielte für die Karriere der Gruppe insofern eine tragende Rolle, als der Herausgeber des New Musical Express, Connor McNicholas, durch eine Demo von Darts of Pleasure auf die Band aufmerksam wurde. Der New Musical Express verlieh 2004 (seit 2003 bereits bekannt) den Philip Hall Radar Award an Franz Ferdinand und kündigte die Gruppe auf der Titelseite der Zeitschrift als „The Band That Will Change Your Life“ an (deutsch Die Band, die dein Leben verändern wird). Hinzu kam, dass John Peel anlässlich der Veröffentlichung der Single Franz Ferdinand als „saviours of rock and roll“ (deutsch Retter des Rock and Roll) bezeichnete, worauf der Popularitätsgewinn unter anderem zurückgeführt wird. Darts of Pleasure erreichte den 44. Platz in den UK Singles Chart.